# Fédération de jeu d'échecs du Burundi
La Fédération de jeu d'échecs du Burundi (FECHEBU ; en anglais : Burundi Chess Federation) est l'organisme qui a pour but de promouvoir la pratique des échecs au Burundi.

## Historique
Créée le 31 juillet 1998 (ordonnance ministérielle no  530/587), la FECHEBU est affiliée à la Fédération internationale des échecs depuis 1999.
Le Burundi a participé à l'Olympiade d'échecs de 2010 ainsi qu'à l'Olympiade d'échecs de 2012.